# Kulturpalast der Bergarbeiter
Der Kulturpalast der Bergarbeiter (russisch Дворец культуры горняков) ist ein Wahrzeichen der kasachischen Großstadt Qaraghandy (Karaganda). Das Gebäude wurde von 1940 bis 1952 erbaut. Im Kulturpalast der Bergarbeiter finden zahlreiche kulturelle Veranstaltungen statt.

## Geschichte
Begonnen wurde mit dem Bau des Gebäudes schon 1940 nach dem Entwurf lokaler Architekten. Während des Zweiten Weltkrieges wurden die Bauarbeiten jedoch ausgesetzt, sodass erst 1950 mit dem Bau des zentralen Teils des Palastes begonnen wurde. Zwei Jahre später wurde der Palast der Kultur der Bergarbeiter eröffnet.
Im Jahr 1997 wurde der Kulturpalast der Bergarbeiter für 13,1 Millionen Tenge privatisiert.

## Beschreibung
Der Kulturpalast der Bergarbeiter verfügt über einen Hauptbau und zwei Nebenflügel. Im zentralen Hauptteil des Gebäudes befindet sich das Auditorium, das bis zu 1000 Menschen Platz bietet.
An der Fassade des Gebäudes befindet sich ein Portikus bestehend aus sechs achteckigen Säulen. Auf dem Portikus wurden sechs Statuen angebracht. Diese Statuen zeigen verschiedene Personen: einen Bergarbeiter, einen Baumeister, einen Hirten mit einem Lamm, einen Kolchosbauern, einen Sänger mit einer Dombra und einen Krieger.